# Rue Casimir-Delavigne
La rue Casimir-Delavigne est une voie située dans le quartier de l'Odéon dans le 6e arrondissement de Paris.

## Situation et accès

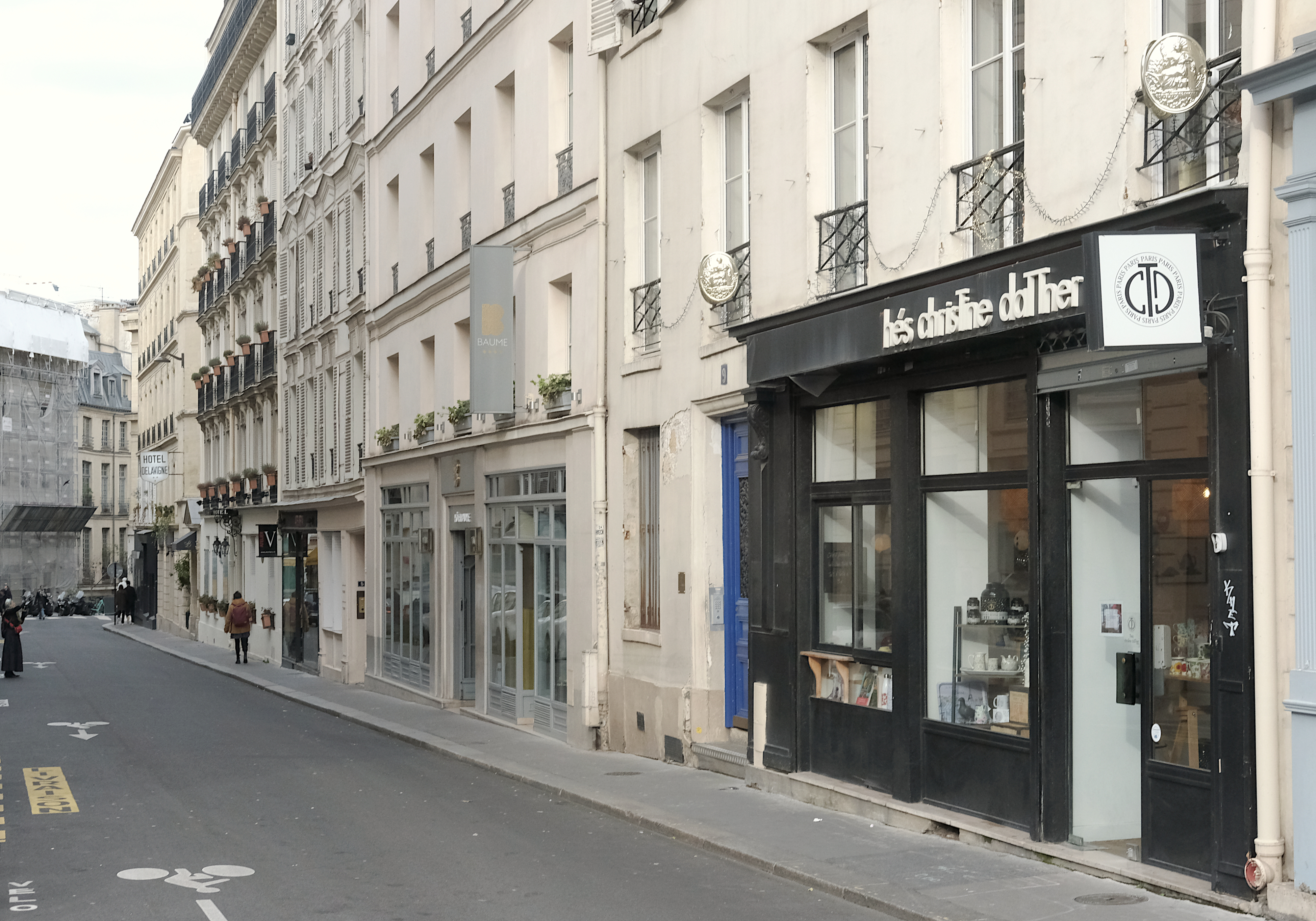
Rue Casimir-Deligne.

La rue Casimir-Delavigne est desservie à proximité par les lignes 4 et 10 à la station Odéon.

## Origine du nom
Elle porte ce nom en hommage au poète et dramaturge Casimir Delavigne (1793-1843) en raison du voisinage du théâtre de l'Odéon, alors succursale de la Comédie-Française.

## Historique
Cette voie de Paris a été ouverte vers 1779 sur l'emplacement de l'hôtel de Condé et fut alors dénommée « rue de Voltaire ». Elle prend son nom actuel le 24 août 1864.

## Bâtiments remarquables et lieux de mémoire
- La rue débouche sur le théâtre de l'Odéon.
- No 6 : Christian Bérard, peintre, illustrateur, scénographe, décorateur et créateur de costumes, y vécut et y est décédé le 12 février 1949[2].
- No 9 : siège du Mouvement des progressistes.
- L'artiste urbain MifaMosa a réalisé une intervention (n°165, 2020)[3] sur le bâtiment à l'angle de la place de l'Odéon[4].[non pertinent]

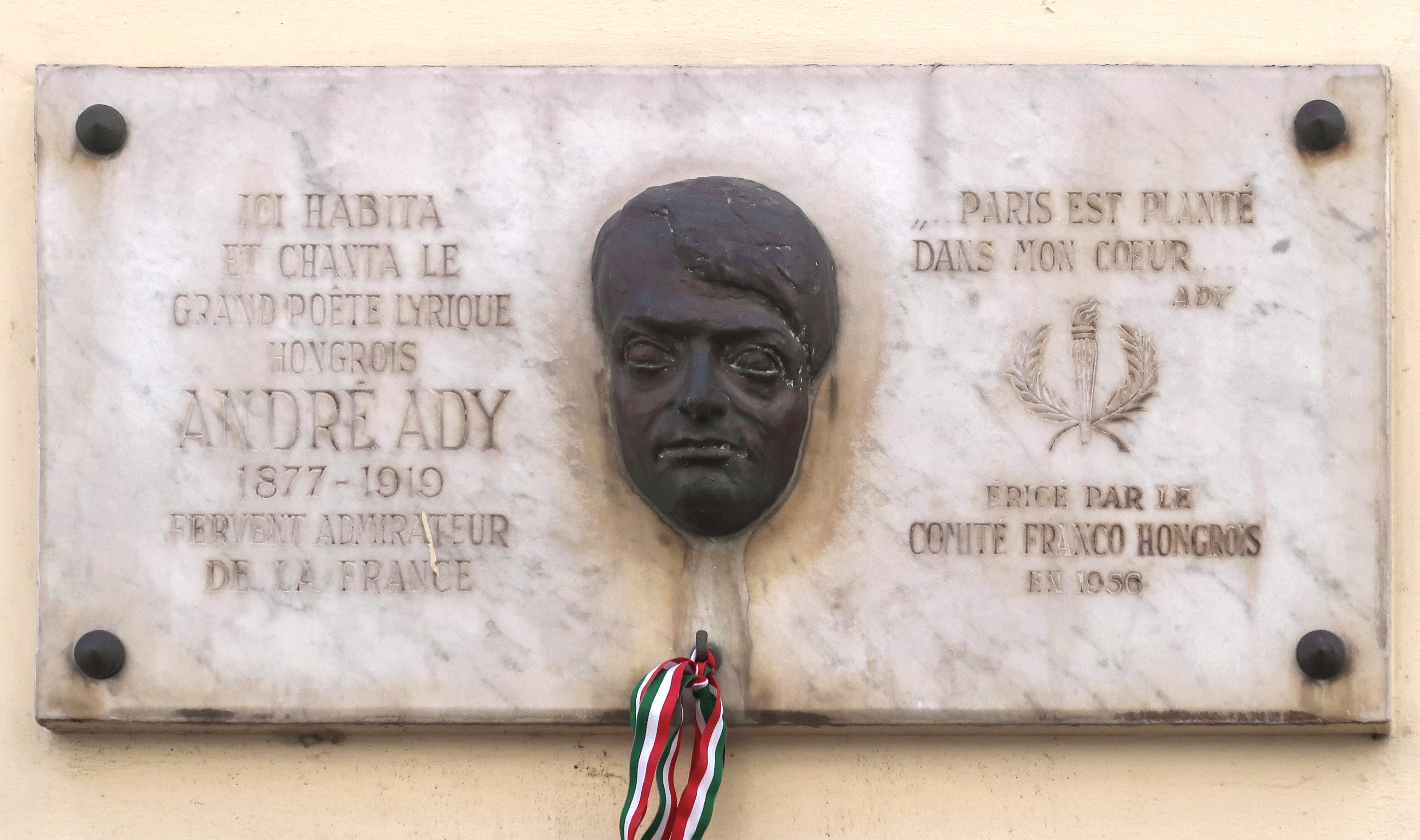
Plaque au no 3, où a vécu le poète hongrois Endre Ady.
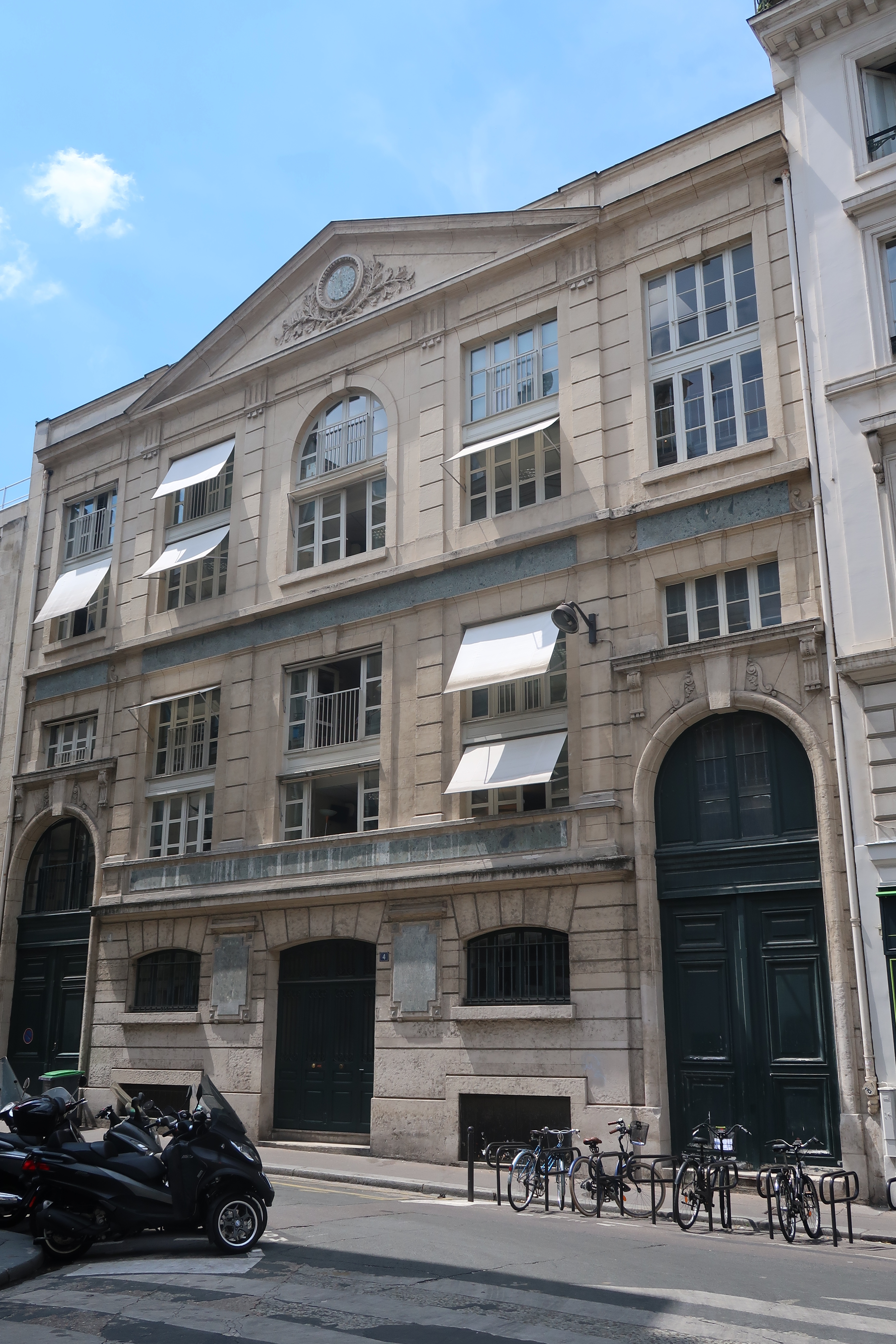
No 4.
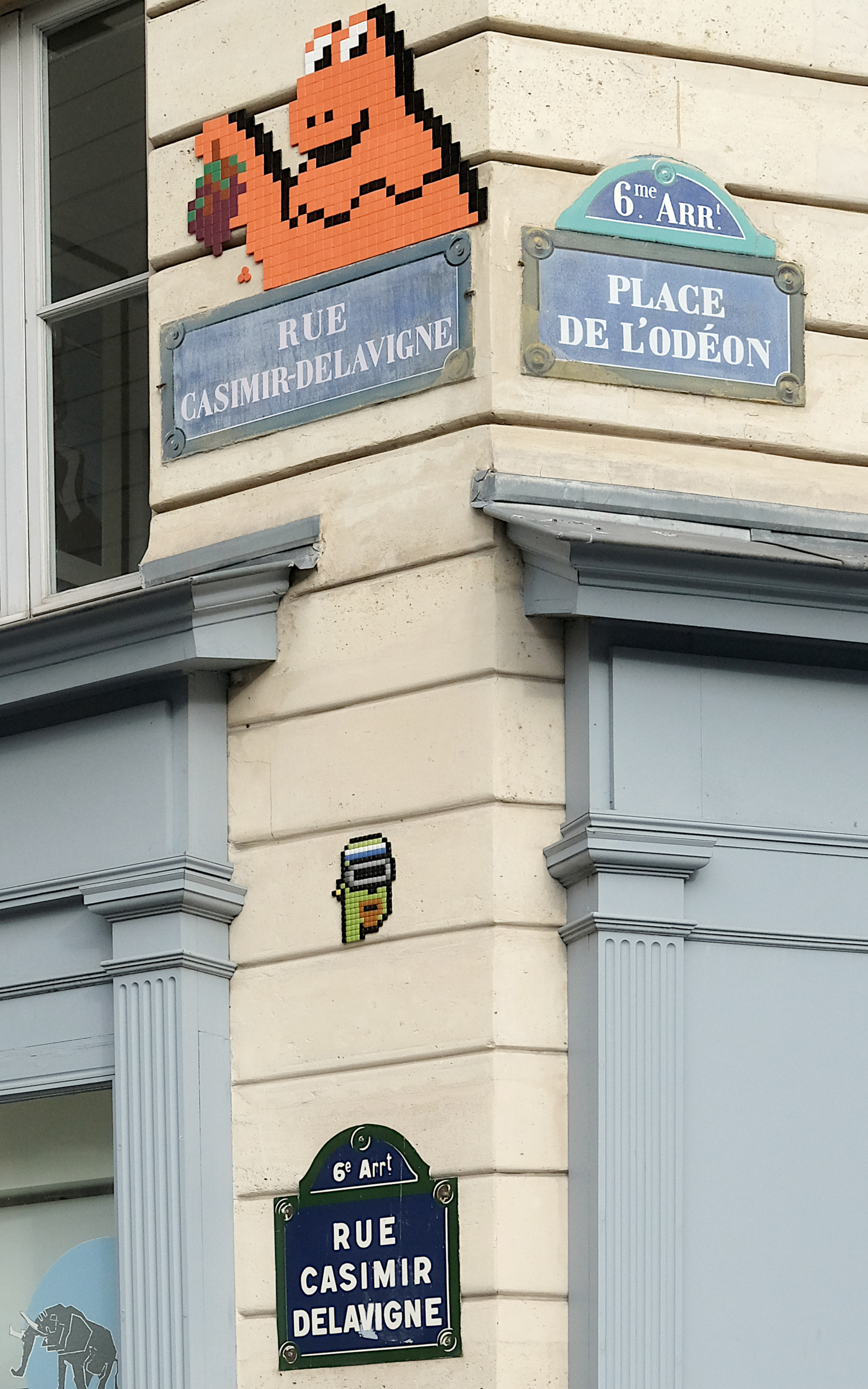
Plaques de la rue Casimir-Delavigne illustrées par l'artiste MifaMosa.